# منى البلوشي
منى البلوشي (1971 -)، ممثلة كويتية. بدأت بالإعلانات ثم انتقلت للتمثيل عام 2005 من خلال الأدوار الثانوية، وآخر أعمالها التمثيلية قررمش الذي شاركت فيه بعام 2013.

## من أعمالها

### في التلفزيون
- تاكسي تحت الطلب.
- البيت المائل.
- موزة ولوزة.
- أم البنات.
- عواطف.
- زوارة الخميس.
- كنة الشام وكناين الشامية.
- جلثم وميثة.
- قررمش.

### في المسرح
- عايلة قرقيعان.
- البيت بيتك.